# 1830 w polityce
Wydarzenia polityczne w 1830 roku.

## Wydarzenia
- 29 listopada wybuch powstania listopadowego[1].
- 5 grudnia Józef Chłopicki ogłosił się dyktatorem powstania[1].
- 18 grudnia sejm uznał powstanie za narodowe[1].
- Arthur Wellesley, 1. książę Wellington zakończył urzędowanie jako premier Wielkiej Brytanii[2].

## Zmarli
- 30 listopada Pius VIII, papież[3].